# Podandrogyne colombiana
Podandrogyne colombiana är en paradisblomsterväxtart som beskrevs av H.H. Iltis och T.S. Cochrane. Podandrogyne colombiana ingår i släktet Podandrogyne och familjen paradisblomsterväxter. Inga underarter finns listade i Catalogue of Life.